# 蕭堂安
蕭堂安 (Don Stewart) MP是一位加拿大政治家，也是一名保守黨的黨員。在2024年多倫多聖保羅選區的補選中，他擊敗了自由黨候選人Leslie Church，成為了該區超過三十年以來第一位保守黨的國會議員，也是保守黨在2011年大選之後首位在多倫多任何選區勝選的候選人。  

## 個人生活
蕭堂安和他兩個女兒皆住在多伦多。
他在京士頓女王大學分別攻讀了工程學士和工商管理碩士学位。然後曾經擔任BMO資本市場和摩根士丹利的董事，此外，蕭堂安也曾在加拿大投資監察委員會 (Canadian Investment Regulatory Organization) 工作。  
他還曾擔任加拿大武裝部隊名譽中校，並擔任非牟利組織2 Intelligence Company Senate的財長。此組織是旨在支持第 2 情報連的現任及前任成員，而該連是加拿大第32旅的主力預備單位